# Vilasantar
Vilasantar és un municipi de la província de la Corunya a Galícia. Pertany a la Comarca de Betanzos.
| 3.020 | 3.331 | 4.094 | 2.529 | 1.574 |
| Fonts: INE i IGE (Els criteris de registre censal variaren i les dades de l'INE i de l'IGE poden no coincidir.) |       |       |       |       |

## Parròquies
Armental (San Martiño), Barbeito (San Salvador), Mezonzo (Santa María), Présaras (San Pedro), San Vicenzo de Curtis (San Vicenzo), Vilariño (Santa María) i Vilasantar (Santiago).